# محطة دوبروفنيك للطاقة الكهرومائية
محطة دوبروفنيك للطاقة الكهرومائية Dubrovnik Hydro Power Plant هي محطة طاقة كبيرة في كرواتيا تحتوي على توربينين بقدرة اسمية تبلغ 125 ميجاوات لكل منهما  بسعة إجمالية تبلغ 250 ميجاوات.